# マルゲリータ・ヴィオランテ・ディ・サヴォイア
マルゲリータ・ヴィオランテ・ディ・サヴォイア（Margherita Violante di Savoia, 1635年11月15日 - 1663年4月29日）は、イタリアのサヴォイア家の公女で、パルマ公ラヌッチョ2世の最初の妻。名はヨランダ・マルゲリータ・ディ・サヴォイア（Iolanda Margherita di Savoia）とも呼ばれる。

## 生涯
サヴォイア公ヴィットーリオ・アメデーオ1世とその妻でフランス王アンリ4世の娘であるクリスティーヌの間の第5子、次女として生まれた。
野心的な母はマルゲリータ・ヴィオランテを甥のフランス王ルイ14世に嫁がせようと画策したが、同時にスペイン王フェリペ4世も娘のマリア・テレサとルイ14世との縁組を望んでいた。ルイ14世とマルゲリータ・ヴィオランテは1658年11月にリヨンで見合いをし、見合いの場には王太后アンヌ、王弟のアンジュー公、王の従姉グランド・マドモワゼル（大姫君）、王の寵姫マリー・マンチーニらも同席していた。フランス王室の一行は、マルゲリータ・ヴィオランテを美人だが日焼けしすぎていると評し、また無口な姫だと判断した。結局、フランス側はフランス・スペイン戦争の講和という実益を重視してマリア・テレサを王妃に選んだ。
マルゲリータ・ヴィオランテは1660年4月29日、パルマ公ラヌッチョ2世と結婚した。夫との間には2人の息子を産んだが、長男は死産児で、次男は生後3日目に死去した。そしてマルゲリータ・ヴィオランテ自身も、次男の出産の2日後に亡くなった。遺骸はパルマのサンタ・マリア・デッラ・ステッカータ教会に安置された。夫は1663年にモデナ公女イザベッラ・デステと再婚している。